# Crenicichla iguapina
Crenicichla iguapina är en fiskart som beskrevs av Kullander och Lucena 2006. Crenicichla iguapina ingår i släktet Crenicichla och familjen Cichlidae. Inga underarter finns listade i Catalogue of Life.